# Guzowice
Guzowice – wieś w Polsce, położona w województwie dolnośląskim, w powiecie milickim, w gminie Cieszków.
W latach 1975–1998 wieś administracyjnie należała do województwa wrocławskiego.

## Nazwa
Do 1945 roku wioska nosiła nazwę Kuschwitz.

## Położenie
Wzdłuż wioski znajduje się siedem stawów. Droga wzdłuż nich prowadzi do Sędraszyc i Nowego Folwarku.

## Integralne części wsi
| SIMC    | Nazwa  | Rodzaj    |
| ------- | ------ | --------- |
| 0873283 | Kosice | część wsi |

## Historia i współczesność
Był tu cmentarz ewangelicki, założony prawdopodobnie na początku XIX wieku. Został on zlikwidowany w 1975 roku. Materiały ze zniszczonej nekropolii: pokruszone płyty nagrobne i gruz ceglany - zostały wykorzystane do utwardzenia drogi. Można tu też znaleźć kilka ciekawych okazów drzew, mających po około 160-180 lat. W wiosce znajdują się dawne zabudowania folwarczne, a także mini zoo i agroturystyka ''Szymanki''. We wsi od roku 1946 działa Ochotnicza Straż Pożarna, w której posiadaniu jest zabytkowa sikawka konna z roku 1924.